# Capella de Sant Marc (Catedral de Barcelona)
La Capella de Sant Marc és una capella promoguda pel gremi dels sabaters, situada als peus de la nau de l'Evangeli de la Catedral de Barcelona. Hi trobem un retaule dedicat a Sant Marc elaborat per Bernat Vilar el 1683 i daurat per Josep i Francesc Vinyals el 1692. Recobrint tots els murs hi ha diferents pintures: tant Sant Marc escrivint els Evangelis i Prendiment i martiri de Sant Marc com les pintures de les voltes, són de Francesc Tramulles i Roig (1722-1773) de 1763; segons Mercader el Sant Sopar i Sopar a casa d'Emaús serien de Francesc Pla “el Vigatà” (1743-1805) de 1775-1780. Al tractar-se de la capella dels sabaters també hi podem observar diferents representacions de l'ofici.

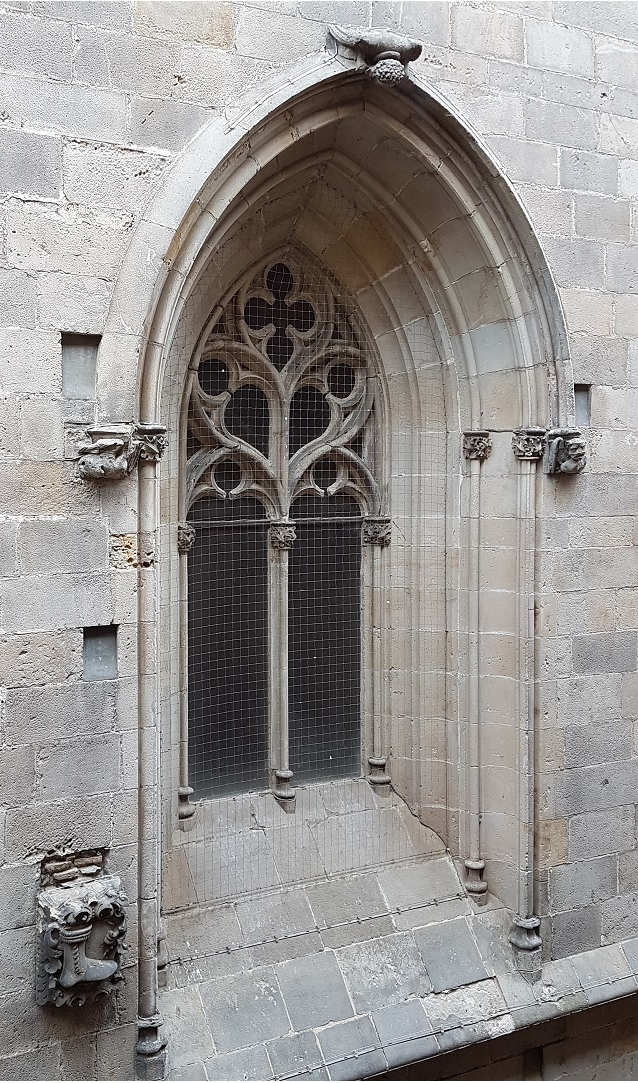
Finestral exterior de la Capella de Sant Marc, amb l'àngel mirant endins per admirar-ne la bellesa

## El gremi de sabaters i història de la capella
El gremi dels sabaters es va fundar a inicis del segle xiii, el 1213 van demanar una capella per poder-se reunir i celebrar oficis. Es tracta d'un gremi que es va formar per afrontar les moments més difícils però que aviat va anar creixent juntament amb les seves riqueses fins a esdevenir un dels gremis més importats de la ciutat de Barcelona.
Un cop l'any es reunien a la seva capella per celebrar un ofici solemne en honor del seu patró. Tenien com a patró a sant Marc Evangelista del qual utilitzaven el símbol del lleó com a emblema gremial en tots els ornaments. La tria d'aquest sant anava lligada a la llegenda de sant Anià, un sabater d'Alexandria que va ser evangelitzat per sant Marc després que aquest li curés una ferida que s'havia fet al reparar-li una sandalia. La primera capella del 1213 estava situada al claustre de la catedral romànica (actualment desapareguda), segurament es tractava d'un altar adossat al mur i protegit per un arcosoli. L'any 1346, després de la finalització de la catedral gòtica, van obtenir una capella a l'interior de la catedral, a la nau de l'Evangeli, segurament va ser pagada pel mateix gremi, ja que hi ha una sabata en relleu a la clau de volta. Aquesta capella estava decorada amb un retaule segurament d'Arnau Bassa de sant Marc i sant Anià amb tapins i sabates, que actualment es troba a Manresa. El 1421 el gremi va anar a la capella del costat que era més espaiosa, provocant la necessitat d'encarregar un retaule (actualment perdut) de majors dimensions i sumptuositat a Bernat Martorell.
Al s. XVI, amb l'arribada de les idees renaixentistes i posteriorment barroques, les decoracions gòtiques se substitueixen completament: el 1682 es convoca un concurs per l'elaboració d'un nou retaule plenament barroc amb columnes salomòniques i alts relleus dins de cornises i entaulaments clàssics, del qual resulta vencedor Bernat Vilar. Finalment, la capella es va completar el 1763 amb la incorporació de les pintures de Francesc Tramulles.

## El retaule
El retaule és de finals del s. XVII, obra de l'escultor Bernat Vilar (1683) i dels dauradors Josep i Francesc Vinyals (1692) i del pintor Magí Torrabruna (1740), de tipus “barroc salomònic i ornamental”, on s'aprecia una major preponderància de la fornícula central davant la retícula compartimentada dels primers altars barrocs, inspirats en fórmules gòtiques i renaixentistes.
El retaule està format per dues fornícules a l'eix central amb les imatges de Sant Marc i la Mare de Déu. En el primer cos, flanquejant la figura del sant, hi ha representats en relleu dos episodis de la vida i passió de sant Marc; al segon cos, flanquejant la figura de la Mare de Déu, hi ha representades, també en relleu, histories de sant Anià i sant Salvador d'Horta, Sant Salvador d'Horta també és un sant sabater. La seva història explica que va ser enviat a Girona per aprendre aquest ofici que aviat va abandonar per incorporar-se a la regla franciscana.
Actualment té un manifestador sobre la predel·la central que es feia servir per conservar el Sant Sagrament; és per això que la decoració de la capella, a part de fer referència al gremi dels sabaters, també ho és de l'Eucaristia, amb exaltacions al pa i al vi; és a dir, al Cos i a la Sang de Crist.

## Les pintures
La pintura de Francesc Tramulles suposa la introducció de corrents barrocs setcentistes europeus a Catalunya gràcies a la seva formació internacional a Madrid i París, on va poder observar els corrents estilístics que s'anaven introduint a la Cort. La primera estada de Tramulles a Madrid va ser del 1746 al 1747 i a la seva tornada a Barcelona va fundar, juntament amb 13 artistes més, una acadèmia que va funcionar durant set anys. El 1754 sol·licita i se li concedeix el títol d'acadèmic supernumerari després d'haver estat un any a París, i el 1762 i 1763, envia dues cartes a l'Academia de Bellas Artes de San Fernando per demanar que s'estableixi una seu a Barcelona.

### Sant Marc escrivint els Evangelis i Prendiment i martiri de Sant Marc
Sant Marc escrivint els Evangelis i el Prendiment i martiri de sant Marc estan situades a les parets laterals de la capella, cada una a una banda del retaule. Són dues pintures a l'oli sobre tela adossades al mur.
A la pintura de Sant Marc escrivint els Evangelis apareix el sant assegut davant un petit pupitre que sembla una ara romana amb una ploma a la mà i els evangelis al davant; està girat mirant a sant Pere que es troba darrere seu. Just a sobre del sant hi ha un grup d'angelets que volen tot jugant i porten diferents atributs, estan representats amb les cames i el cos en escorç. Tramulles ha situat l'escena a l'exterior envoltat per arquitectures clàssiques, al fons s'hi endevina un obelisc i la columna Trajana.
A la pintura del Prendiment i martiri de Sant Marc situa l'escena en un espai d'arquitectura clàssica i al fons es veu com s'apropa una tempesta i un terratrèmol que sembla reflectir la violència de l'escena principal.
Francesc Tramulles tracta aquestes dues composicions amb diferents focus de llum il·luminant o deixant a la foscor allò que més li interessa, d'aquesta manera també intensifica la sensació de volum de les diferents figures i objectes, i provoca sensació de moviment dins la composició. Per tal d'aconseguir un to més naturalista el pintor incorpora grups de personatges drets o asseguts en diferents posicions que es barregen amb la representació espiritual del tema. Aquests personatges també ofereixen més profunditat a la pintura, ja que es van difuminant fins als últims plans. Aquesta profunditat també es veu potenciada pel fet de situar tota la força de l'escena en un sol punt, sant Marc, i per obrir la composició cap als laterals. Francesc Tramulles concep les pintures com una representació en moviment.

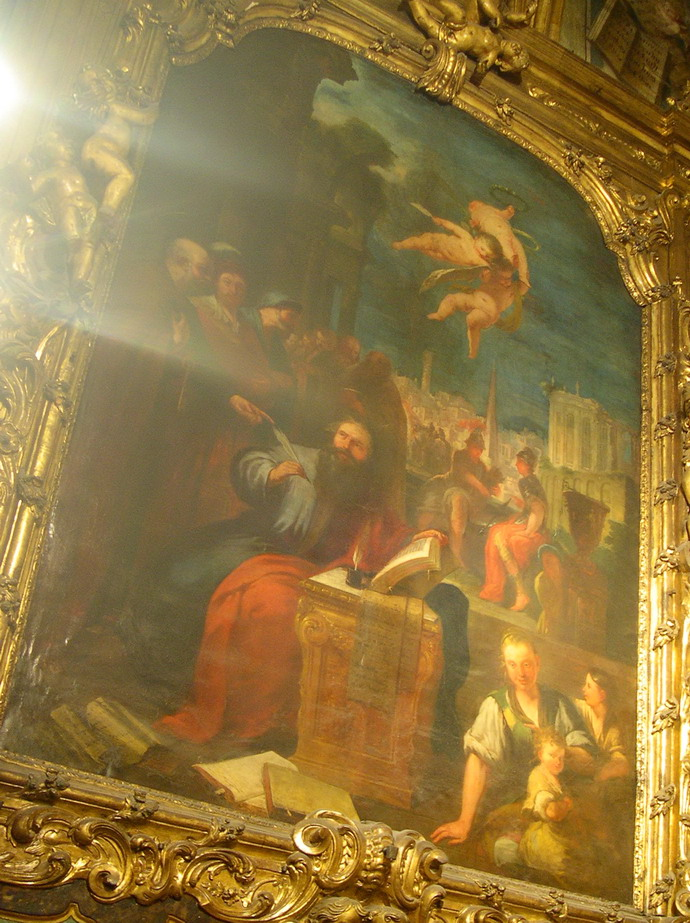
"Sant Marc escrivint els Evangelis", pintura de Francesc Tramulles
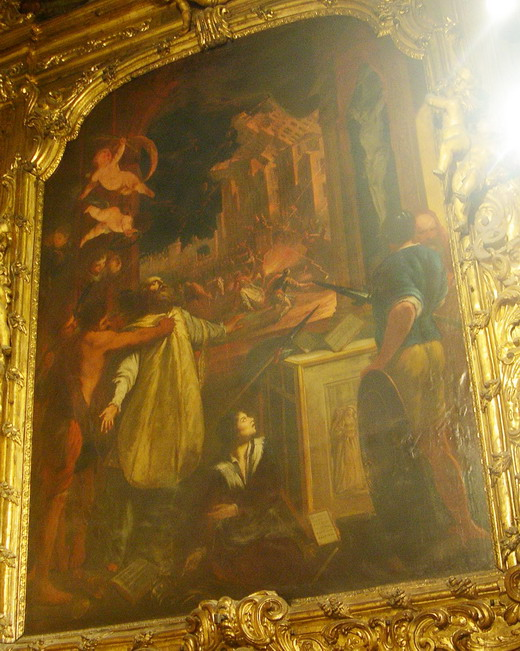
"Prendiment i martiri de sant Marc", pintura de Francesc Tramulles

### Sant Sopar i Sopar a casa d'Emaús
Aquestes dues pintures estan situades als segments alts de la volta, on s'adapten perfectament al marc arquitectònic, a banda i banda de la capella. Es tracten de dues pintura de tremp sobre tela i encolades al mur, d'unes dimensions de 275 x 225 cm.
El Sant Sopar esta dividit en dues zones. En la zona inferior, que és on es desenvolupa tota l'escena, trobem a Crist en gest de benedicció a l'extrem de la taula, una taula on es deixa ben a la vista el pa i el vi. Al seu voltant hi ha els dotze apòstols en diferents expressions. Sant Joan es troba a la dreta de Crist mentre que Judes es troba a la banda oposada portant la bossa amb els diners de la traïció, tot girant-se d'esquenes. A la zona superior de la composició hi ha representat l'espai arquitectònic on se situa l'escena principal, es tracta d'una arquitectura sumptuosa amb arcs, motllures i cortinatges.
El Sopar a casa d'Emaús també esta dividit en dues zones. A la zona inferior és on es desenvolupa l'escena principal, Crist està situat al centre assegut darrere una taula mentre aixeca el pa. A banda i banda i ha dos dels seus deixebles que es mostren estupefactes en reconèixer Crist. Al terra, davant de la taula, hi ha una gerra de vi i una cistella plena de pans (recorden a l'Eucaristia) i un gos que observa els protagonistes. A la dreta del grup, just darrere seu, hi ha un servent que està al marge del fet que està succeint. A la zona superior el pintor ha situat l'escena en un fons arquitectònic amb arcs i pilars, al fons hi ha una escalinata amb un personatge que puja.
El Sant Sopar simbolitza la Transsubstanciació de Crist, mentre que el Sopar a casa d'Emaús simbolitza l'aparició de Crist Salvador davant de dos deixebles seus tres dies després de la Crucifixió, rememorant d'aquesta manera la benedicció del pa i el vi. Així doncs totes dues pintures representen episodis molt importants pel cristianisme.
Es tracta de dues composicions clares, amb pocs personatges que s'adapten a l'espai pictòric i a l'arquitectònic, tot col·locant-les a la part inferior de la composició. Tot plegat te una aparença escenogràfica degut a la utilització dels cortinatges i a la gestualitat de les figures, sobretot de les mans. Per altra banda, els rostres no resulten molt expressius i repeteixen uns canons molt estereotipats amb barbes llargues i ulls ametllats, mentre que el fons arquitectònic sí que està molt detallat sobretot pel que fa a la textura de diferents materials com el vidre de les copes, la brillantor de les gerres o els cistells.

### Pintures de la volta
La capella està tancada per dues voltes de creueria -aquestes voltes normalment es deixaven amb la pedra vista però en aquest cas estan cobertes per pintures murals amb motius florals i angelets. Es tracten de pintures al tremp sobre tela encolades directament sobre el mur o en bastiments de fusta en el segon tram, d'unes dimensions de 430 x 530 cm. Aquestes pintures es van realitzar a la segona meitat del segle xviii i s'integren perfectament a les voltes gòtiques. Segurament es van realitzar en dues etapes diferents: la primera realitzada per Francesc Tramulles, que és a qui es va encarregar la decoració de les dues voltes, i la segona realitzada possiblement per Francesc Pla “el Vigatà” després de la mort del primer. L'artista va optar per rebaixar una mica l'alçada del segon tram amb les bastides de fusta per tal de poder apropar les pintures a la cresteria del retaule i millorar l'efecte de recarregament decoratiu.
Hi ha representats un ampli repertori iconogràfic d'angelets que sols o en grups voletegen i es belluguen amb total llibertat entre garlandes florals i parres, subjecten a les mans flors i palmes. Aquests angelets interactuen entre ells i amb l'espectador. Al centre hi ha un grup de quatre àngels que porten espigues de blat i parres de raïm: es tracta d'una clara referència a l'Eucaristia.
Són unes pintures plenes de dinamisme i cànons arrodonits on els angelets estan representats tot mostrant escorços per ser vistos des de baix. Tramulles utilitza unes pinzellades llargues, pastoses i nervioses amb unes tonalitats càlides, ataronjades i vermelles, que contrasten amb els tons blaus verds i blancs dels fons, sense cap predomini de la línia.

### Portes del cambril
Segons Miquel, les pintures d'aquestes portes que porten al cambril de darrere el retaule, en les quals hi ha representades les figures de cos sencer de Melquisedec en una i Aaron en l'altre, són obra de Francesc Tramulles. Mercader apunta la posible autoria al pintor Magí Torrebruna, cap a 1740.